# 日本シイエムケイ
日本シイエムケイ株式会社（にほんシイエムケイ、英: CMK CORPORATION）は、東京都新宿区に本社を持つ電子部品・プリント基板メーカーである。

## 沿革
- 1959年 - 中山登がネームプレート製造を開始。
- 1961年7月 - ネームプレート製造会社を中央銘版工業株式会社として法人化。
- 1963年 - プリント配線板の生産を開始。
- 1967年 - 埼玉工場を開設。
- 1970年 - プリント配線板に専業化。
- 1973年 - 群馬工場（Gステーション）開設。
- 1980年 - CMKシンガポール開設。
- 1984年 - 社名を日本シイエムケイ株式会社に変更。
- 1985年 - 東京証券取引所 第2部に上場。
- 1988年 - 新潟県長岡市に日本たばこ産業(JT)との合弁会社 JTCMK設立。
- 1998年 - 半導体パッケージサブストレート分野へ進出。松下電器のライセンス供与にてビルドアップ基板ALIVH生産開始。
- 2001年 - 中国におけるビルドアップ配線板の生産拠点 希門凱電子（無錫）有限公司 設立
- 2003年 - 瑞昇電子有限公司（CMK GBM）設立
- 2006年 - CMKタイ 設立
- 2007年 - CMKアメリカ 設立
- 2008年 - CMKシンガポール 設立
- 2009年 - JTCMK解散（2009年0月解散決議）[4]